# Miaopo
Miaopo (kinesiska: 庙坡乡, 庙坡) är en socken i Kina. Den ligger i provinsen Sichuan, i den sydvästra delen av landet, omkring 430 kilometer nordost om provinshuvudstaden Chengdu. Antalet invånare är 5 424. Befolkningen består av 2 596 kvinnor och 2 828 män. Barn under 15 år utgör 28,0 %, vuxna 15-64 år 61 %, och äldre över 65 år 10,0 %.
Genomsnittlig årsnederbörd är 1 349 millimeter. Den regnigaste månaden är september, med i genomsnitt 296 mm nederbörd, och den torraste är december, med 4 mm nederbörd.